# Station Chatou - Croissy
Chatou - Croissy is een station gelegen in de Franse gemeente Chatou en het departement van Yvelines

## Geschiedenis
Het station werd op 26 augustus 1837 geopend. In 1867 werd een nieuw stationsgebouw in steen opgetrokken. In 1900 kwam er een passerelle over de sporen. Op 1 oktober 1972 werd het station onderdeel van het RER-netwerk en toen werd het oude station afgebroken en kwam er een nieuw stationsgebouw.

## Het station
Chatou - Croissy dient voor de langsrijdende treinen van het RER-netwerk (Lijn A). Voor Passe Navigo gebruikers ligt het station in zone 4. Het telt vier sporen en twee, centrale perrons en is eigendom van het Parijse vervoersbedrijf RATP

## Overstapmogelijkheid
- Bus en Seine
  - acht buslijnen

- Noctilien
  - één buslijn

- Bus Veolia
  - twee buslijnen

## Treindienst
| Serie | Treinsoort        | Route | Bijzonderheden |
| ----- | ----------------- | --- | -------------- |
| RER A | RER (SNCF / RATP) | [ [ Cergy-le-Haut – ] / [ Poissy – ] Maisons-Laffitte – ] / [ Saint-Germain-en-Laye – Chatou - Croissy – Rueil-Malmaison – Nanterre-Université – ] Nanterre-Préfecture – La Défense – Châtelet - Les Halles – Paris-Lyon – Vincennes – [ Fontenay-sous-Bois – La Varenne - Chennevières – Boissy-Saint-Léger ] / [ Val de Fontenay – Bry-sur-Marne – Noisy-le-Grand - Mont d’Est – Torcy – Marne-la-Vallée - Chessy ] |                |

| Richting                 | Vorig station     | Lijn  | Volgend station | Richting           |
| ------------------------ | ----------------- | ----- | --------------- | ------------------ |
| Saint-Germain-en-Laye A1 | Le Vésinet-Centre | RER A | Rueil-Malmaison | Boissy-Saint-Léger |